# Ferdinand Marcos
Ferdinand Emmanuel Edralín Marcos, född 11 september 1917 i Sarrat i Ilocos Norte på Luzon, död 28 september 1989 i Honolulu i Hawaii, var en filippinsk politiker och landets president 1965–1986. Marcos införde krigslagar mellan 1972 och 1981 och var landets diktator, hans styre anses ha varit en kleptokrati.

## Biografi
Ferdinand Marcos var jurist i botten. År 1965 blev han Filippinernas president, en post han skulle inneha i drygt 20 år. Efter hand blev hans styre allt mer korrumperat och repressivt. Politiska motståndare förföljdes. Bland annat mördades oppositionsledaren Benigno Aquino då han återvände till landet från sin exil år 1983. Marcos regim stöddes av USA.
Marcos hade under hela sin tid som president starka band till USA och var god vän med Richard Nixon, Lyndon B. Johnson och Ronald Reagan. I Vietnamkriget sände han filippinska trupper som stred på amerikanernas sida.
Den 25 februari 1986 tvingades makarna Marcos fly landet på grund av en folklig resning med krav på demokrati. De slog sig ned på Hawaii, där Ferdinand Marcos avled 1989.